# S/2004 S 7
S/2004 S 7 è un satellite naturale irregolare del pianeta Saturno.

## Scoperta
La sua scoperta è stata annunciata il 4 maggio 2005 da Scott S. Sheppard, David C. Jewitt, Jan Kleyna e Brian G. Marsden sulla base di osservazioni effettuate tra il 12 dicembre 2004 e l'8 marzo 2005 e il satellite ha ricevuto la designazione provvisoria S/2004 S 7.
Il satellite era poi stato considerato perduto, fino al suo ritrovamento annunciato il 12 ottobre 2022.

## Denominazione
In attesa della promulgazione della denominazione definitiva da parte dell'Unione Astronomica Internazionale, il satellite è noto mediante la designazione provvisoria S/2004 S 7.

## Parametri orbitali
S/2004 S 7 ha un diametro di circa 5 km ed orbita attorno a Saturno ad una distanza media stimata tra 20,435 e 21,61 milioni di km  in 1101-1183 giorni, ad un'inclinazione di circa 165° rispetto all'eclittica, e con un'eccentricità orbitale compresa tra 0,462 e 0,574.
Denk et al. (2018) hanno ipotizzato che il satellite possa appartenere al gruppo di Mundilfari, ma potrebbe anche essere più strettamente correlato a Thrymr.